# Венендал — Венендал Классик
Венендал – Венендал Классик (англ. Veenendaal–Veenendaal Classic) — шоссейная однодневная велогонка, ежегодно проводящаяся в Нидерландах по дорогам общины Венендал, провинция Утрехт. Входила в календарь UCI Europe Tour, имеет категорию 1.1. 

## История

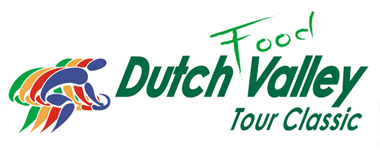
Логотип с 2009 по 2013 год

Логотип с 2014 по 2016 год

Гонка была создана в 1985 году Королевским велоспортивным союзом Нидерландов, который хотел провести подготовительную гонку в августе незадолго до чемпионата мира. С 1985 по 2006 год гонка была известна как Veenendaal–Veenendaal. За эти годы время её проведения менялось три раза в международном велокалендаре. В 1994 году мероприятие было перенесено на середину апреля, и ему была назначена дата в четверг, на следующий день после Флеш Валонь и за несколько дней до Льеж — Бастонь — Льеж. Организаторы гонки никогда не были довольны этим, потому что это снизило качество участников, так как лучшие команды не хотели участвовать в гонках три раза за четыре дня, однако в 2004 году UCI согласился изменить дату на менее напряженную неделю в пятницу после Париж — Рубе и за два дня до самой большой однодневной гонки в Нидерландах — Амстел Голд Рейс. Однако это событие было перенесено на ещё одну новую дату в 2006 году, когда гонка проходит в июне, вдали от перегруженного весеннего календаря классик и больше не соревнуется в той же середине недели, что и Схелдепрейс. С 2010 года было запланировано ещё одно изменение даты: гонка должа переместиться на середину августа.
В 2005 году Венендал-Венендал получил выгоду от создания новой структуры UCI ProTour, когда она была повышена до категории 1.HC, как и у бельгийской Омлоп Хет Волк и немецкой Эшборн — Франкфурт, что принесло больше спонсорства и публичности. В 2001 году гонка предваритьельно была отменена из-за вспышки ящура в Нидерландах, но в конечном итоге состоялась, поскольку организаторы изменили маршрут, чтобы избежать заражённых районов. Гонка 2007 года привлекла к участию голландскую организацию Food Valley в качестве главного спонсора, а мероприятие получило альтернативное название The Dutch Food Valley Classic. До 2008 года гонка всегда начиналась в Венендале, но в 2009 году гонка началась в Барневелд. Начиная с 2014 года, гонка стала известной на голландском языке как Arnhem–Veenendaal Classic, отражая новую стартовую позицию в Арнеме.

## Маршрут
Гонка проходит по извилистым дорогам через два национальных парка Велюве — Де-Хоге-Велюве и Велювезом, а также долину реки Недер-Рейн в юго-восточном углу провинции Утрехт на расстоянии примерно 209 км, перемежающихся небольшими крутыми подъёмами мощёными булыжником, наиболее значительными из которых являются Grebbeberg и Posbank в Ренене, а также Пирамида Эммы в Розендале. Хотя город Арнем указан в названии гонки, она стартует и финиширует в городе Венендал, но идет в Арнем и обратно во время гонки. Это также проходит близко к Вагенингену, центру Долины Пищи (англ. Food Valley), которая прежде спонсировала гонку.

## Призёры

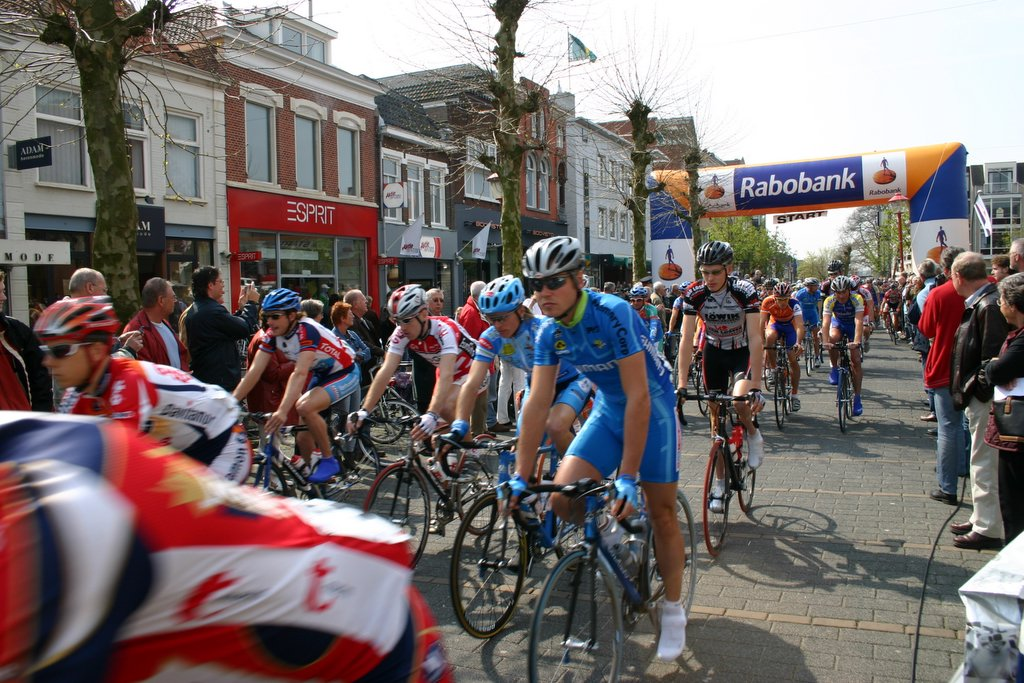
На старте гонки в 2005 году

| Год                           | Победитель            | Второй               | Третий               |          |
| ----------------------------- | --------------------- | -------------------- | -------------------- | -------- |
| Veenendaal–Veenendaal         |                       |                      |                      |          |
| 1985                          | Йоп Зутемелк          | Лео Ван Влит         | Адри ван Хаувелинген |          |
| 1986 не проводилась           |                       |                      |                      |          |
| 1987                          | Йохан Капио           | Жан-Поль Ван Поппель | Вим Аррас            |          |
| 1988                          | Ронни Влассакс        | John Bogers          | Хенни Кёйпер         |          |
| 1989                          | Жан-Поль Ван Поппель  | Джон Вос             | Мэтью Эрманс         |          |
| 1990                          | Вибрен Венстра        | Петер Питерс         | Ральф Мурман         |          |
| 1991                          | Вибрен Венстра        | Олаф Людвиг          | Джон Тален           |          |
| 1992                          | Жак Ханеграф          | Хендрик Редант       | Rob Harmeling        |          |
| 1993                          | Rob Mulders           | Мартен Ден Баккер    | Данни Нелиссен       |          |
| 1994                          | Вячеслав Екимов       | Андреас Каппес       | Франс Маассен        |          |
| 1995                          | Олаф Людвиг           | Петер Ван Петегем    | Патрик Джонкер       |          |
| 1996                          | Андрей Чмиль          | Арвис Пизикс         | Йохан Капио          |          |
| 1997                          | Ерун Блелевенс        | Леон Ван Бон         | Арвис Пизикс         |          |
| 1998                          | Франк Хёй             | Петер Ван Петегем    | Леон Ван Бон         |          |
| 1999                          | Тристан Хоффман       | Крис Пирс            | Эрик Деккер          |          |
| 2000                          | Стевен де Йонг        | Нико Экхаут          | Сервус Кнавен        |          |
| 2001                          | Стевен де Йонг        | Рюди Кемна           | Роджер Хэммонд       |          |
| 2002                          | Бобби Траксел         | Барт Воскамп         | Робби Макьюэн        |          |
| 2003                          | Леон Ван Бон          | Марк Ваутерс         | Робби Макьюэн        |          |
| 2004                          | Симоне Кадамуро       | Робби Макьюэн        | Йо Планкарт          |          |
| 2005                          | Paul van Schalen      | Деан Подгорник       | Руслан Иванов        |          |
| 2006                          | Том Бонен             | Штеффен Радохла      | Макс ван Хесвейк     |          |
| 2007                          | Штеффен Радохла       | Стефан Ван Дейк      | Давиде Вигано        |          |
| 2008                          | Роберт Фёрстер        | Свен Краусс          | Нико Экхаут          |          |
| Dutch Food Valley Classic     |                       |                      |                      |          |
| 2009                          | Кенни Ван Хуммель     | Грэм Браун           | Стевен де Йонг       |          |
| 2010                          | Эдвальд Боассон Хаген | Кенни Ван Хуммель    | Стефан Ван Дейк      |          |
| 2011                          | Тео Бос               | Вим Струтинга        | Стефан Ван Дейк      |          |
| 2012                          | Тео Бос               | Петер Саган          | Марк Реншоу          |          |
| 2013                          | Элиа Вивиани          | Данило Наполитано    | Кенни Ван Хуммель    |          |
| Arnhem Veenendaal Classic     |                       |                      |                      |          |
| 2014                          | Ив Лампарт            | Michael Vingerling   | Йос Ван Эмден        |          |
| 2015                          | Дилан Груневеген      | Евгений Гутарович    | Роман Майкин         |          |
| 2016                          | Дилан Груневеген      | Крис Опи             | Кенни Дехас          |          |
| Veenendaal-Veenendaal Classic |                       |                      |                      |          |
| 2017                          | Лука Мезгец           | Ваутер Випперт       | Морено Хофланд       |          |
| 2018                          | Дилан Груневеген      | Ваутер Випперт       | Сондре Хольст Энгер  |          |
| 2019                          | Зак Демпстер          | Мартейн Бюддинг      | Ник ван дер Лейке    |          |
| 2020                          | отменено              | отменено             | отменено             | отменено |
| 2021                          | отменено              | отменено             | отменено             | отменено |
| 2022                          | Дилан Груневеген      | Гербен Тейссен       | Арно Де Ли           |          |
| 2023                          | Дилан Груневеген      | Арвид де Клейн       | Сэм Уэлсфорд         |          |
| 2024                          | Торд Гудместад        | Simon Dehairs        | Дилан Груневеген     |          |
| 2025                          | отменено              | отменено             | отменено             | отменено |